# Jevaughn Minzie
Jevaughn Minzie, född den 20 juli 1995, är en jamaicansk friidrottare.
Han tog OS-guld på 4 x 100 meter stafett i samband med de olympiska friidrottstävlingarna 2016 i Rio de Janeiro..